# Ranum
Ranum er en by i det vestlige Himmerland med 934 indbyggere  (2024), og den femtestørste i kommunen. Byen ligger i Region Nordjylland og hører til Vesthimmerlands Kommune.
Få kilometer mod vest ligger Limfjorden og færgestedet Rønbjerg, hvorfra der er færge til Livø. Byen er beliggende i Ranum Sogn.
Ranum er som så mange andre mindre byer ramt af udviklingen. Ranum var engang en handelsby pga. Ranum Seminarium og de mange "seminarister", der boede i byen. Da læreruddannelsen ophørte i 1980'erne ramtes hele byen af tilbagegang. Siden hen kom andre uddannelser til i seminariets bygninger, herunder en pædagoguddannelse, men med et langt mindre antal studerende. Efter år 2004 kom der igen nye aktiviteter til, i form af Ranum Efterskole College. Seminariets tidligere kollegiebygninger huser i dag Asylcenter Ranum.
Ved byen ligger den smukt genoprettede Vilsted Sø med nyopførte shelters og kanohavn.